# Кийу
Ки́йу, также Ки́ю (эст. Kiiu) — посёлок на севере Эстонии в волости Куусалу, уезд Харьюмаа.

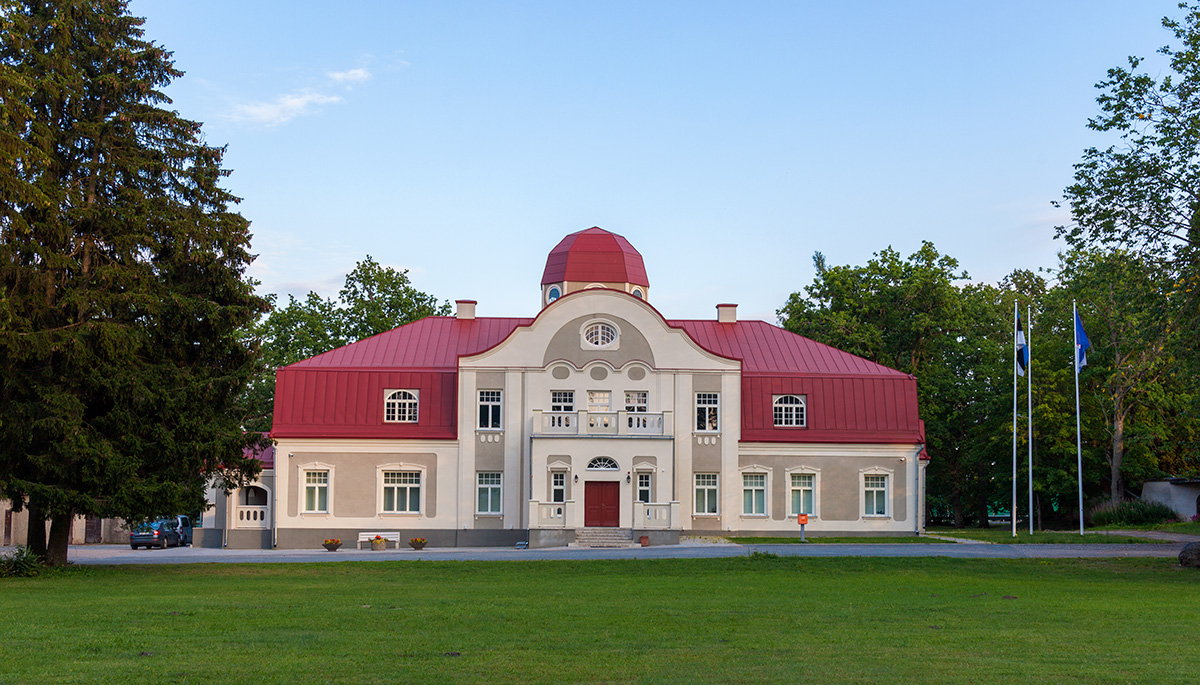
Главное здание мызы Кида (Кийу)

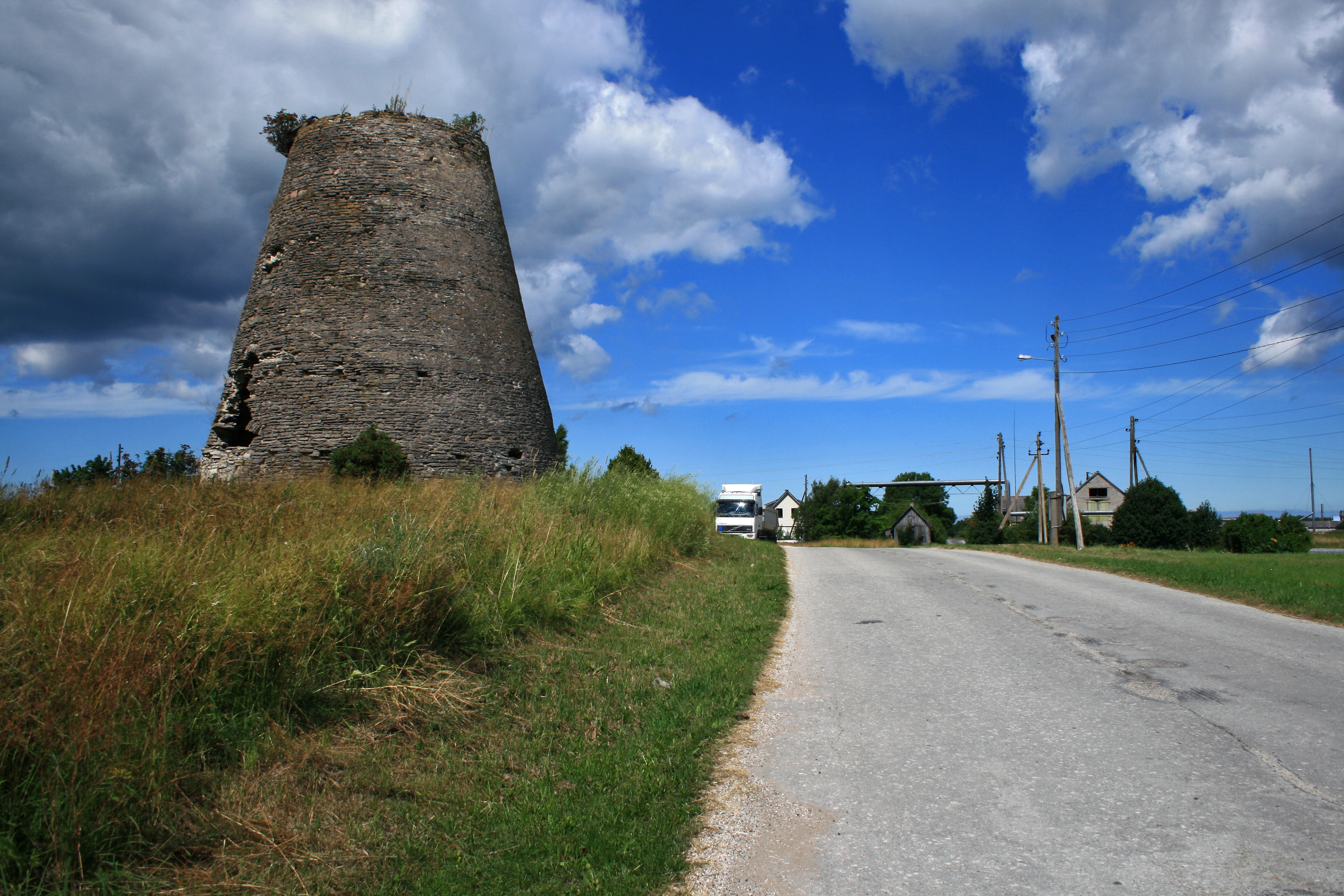
Разрушившаяся ветряная мельница в Кийу

## География и описание
Расположен в 27 километрах к востоку от Таллина на шоссе Таллин—Нарва. Высота над уровнем моря — 46 метров.
Климат умеренный. Официальный язык — эстонский. Почтовый индекс — 74604.

## Население
По данным переписи населения 2021 года, в Кийу проживали 795 человек, из них 762 (96,8 %) — эстонцы.
Численность населения посёлка Кийу по данным переписей населения:
| Год  | 1959 | 1970   | 1979  | 1989  | 2000  | 2011  | 2021  |
| ---- | ---- | ------ | ----- | ----- | ----- | ----- | ----- |
| Чел. | 204* | ↗ 330* | ↗ 414 | ↗ 814 | ↗ 844 | ↘ 794 | ↗ 795 |

* Деревня Кийу (эст. Kiiu küla) и поселение Кийу (эст. Kiiu asundus) вместе.

## История
Населённый пункт впервые упомянут в Датской поземельной книге 1241 года (Kithæ). Тогда владельцем деревни был влиятельный род Саксо (Saxo), в чьих руках она оставалась до конца XIII века. В XIII веке частью деревни Кийу была также Пирсуаллика (эст. Pirsuallika) — в настоящее время это деревня Аллика.
В источниках 1418 года упоминается Kida (мыза и деревня), 1699 года — Kijenshof, 1794 года — Kiokülla.
В 1920-х годах, после земельной реформы, на землях бывшей мызы Кида (Кийу) возникло поселение Кийу, которое в 1977 году объединили с деревней Кийу.
Статус посёлка Кийу получил в 2005 году.
Посёлок известен своим замком-башней Кийу, отстроенной в 1517 году бароном Фабианом фон Тизенгаузеном. Эта круглая башня построена из плитняка и напоминает башни старых городских стен Таллина. Башня была отреставрирована в 1973 году и на одном из её верхних этажей было открыто кафе.

## Инфраструктура и досуг
В посёлке есть центральное водоснабжение и канализация. Работает детский сад. Действует сельское общество “Kiiu Arendus” (с эст. «Развитие Кийу»). 
В 2015 году с целью популяризации диск-гольфа и пропаганды активного и здорового образа жизни  в посёлке был открыт Парк диск-гольфа. Всего в парке 18 троп, которые разделены на лесные и открытые площадки. В начале каждой площадки есть хижины, где игроки могут на время укрыться от дождя, солнца или ветра. Трассы подходят как новичкам, так и продвинутым игрокам. В парке можно купить или арендовать снаряжение. 

## Предпринимательство
Крупнейшие предприятия, зарегистрированные в посёлке:
| Вид деятельности            | Предприятие/организация                                               | Численность работников, чел. | Численность работников, чел. | Численность работников, чел. |
| --------------------------- | --------------------------------------------------------------------- | ---------------------------- | ---------------------------- | ---------------------------- |
| Вид деятельности            | Предприятие/организация                                               | 30.06.2020                   | 31.12.2024                   | 31.03.2025                   |
| Galv-Est AS                 | Обработка металлов и нанесение покрытий на металлы                    | 57                           | 56                           | 57                           |
| OÜ Amber Production Remedia | Дистилляция, ректификация и смешивание спиртных напитков              | 20                           | 19                           | 18                           |
| Tehomet Baltic OÜ           | Производство металлических конструкций и их частей                    | 13                           | 10                           | 10                           |
| SR Veod OÜ                  | Грузовые перевозки по шоссе                                           | 13                           | 9                            | 9                            |
| Nordic Group OÜ             | Производство мыла и моющих средств, чистящих и полирующих препаратов  | 13                           | 13                           | 13                           |
| EMG Karjäärid OÜ            | Деятельность гравийных и песчаных карьеров; добыча глины и каолина    | ..                           | 12                           | 15                           |
| EMG Kuiv Liiv OÜ            | Производство неметаллической минеральной продукции                    | 5                            | 7                            | 8                            |
| Tektoon-A OÜ                | Розничная торговля моторным топливом; пассажирские перевозки по шоссе | 3                            | 3                            | 3                            |

## Известные уроженцы
В Кийу родился эстонский миссионер и африканист Леонард Блюмер, 1878—1938).

## Достопримечательности
- Мыза Кида (Кийу)